# Peter Christen Asbjørnsen

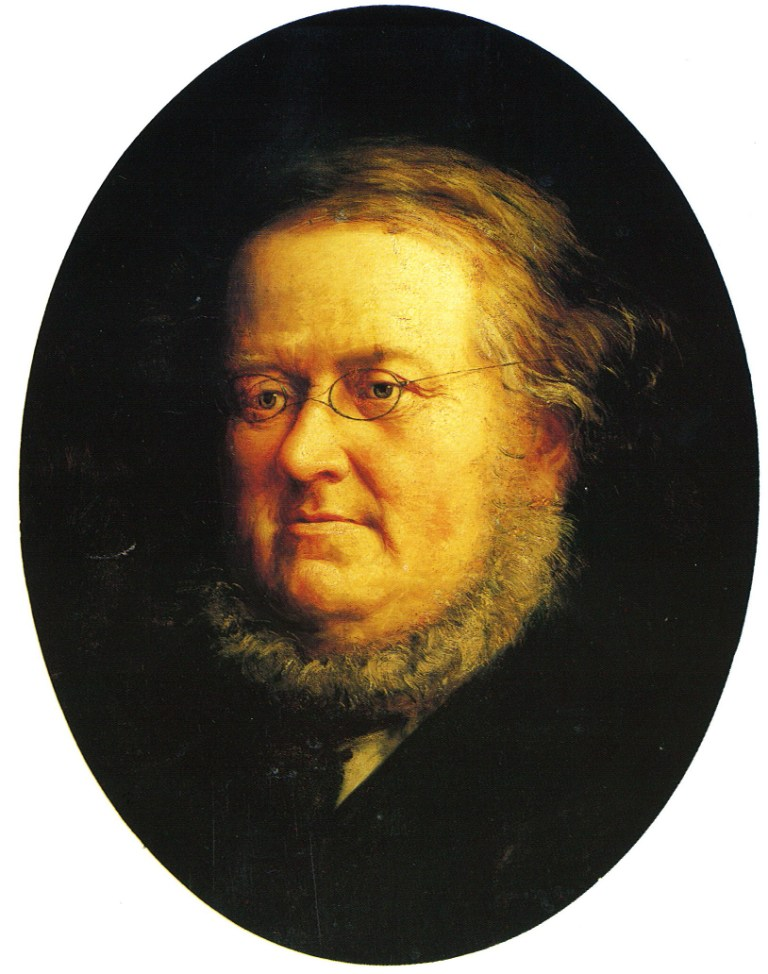
Peter Christen Asbjørnsen

Peter Christen Asbjørnsen (* 15. Januar 1812 in Kristiania; † 6. Januar 1885 ebenda) war ein norwegischer Schriftsteller, Förster, Wissenschaftler und Sammler norwegischer Märchen.

## Leben
Asbjørnsen wurde zwar in Kristiania geboren, seine Wurzeln lagen aber in Gudbrandsdalen, einer Gegend mit reicher volkstümlicher Tradition. Als Student lernte er Jørgen Moe kennen, mit dem gemeinsam er ganz Norwegen bereiste und Volkserzählungen sammelte und aufzeichnete. Sie veröffentlichten diese ab 1841. Angeregt durch Jacob Grimm, versuchten sie, das Gehörte möglichst originalgetreu wiederzugeben, wodurch sie sich Verdienste um die norwegische Sprache erwarben. Die Veröffentlichungen von Asbjørnsens Sammlungen fanden weite Verbreitung und stärkten das norwegische Nationalbewusstsein. Doch dann beendete Asbjørnsen diese Tätigkeit und arbeitete von 1858 bis 1876 als Forstmeister. Daneben verfasste er zahlreiche naturwissenschaftliche Arbeiten.
Sein Porträt zierte von 1997 bis 2019 den norwegischen 50-Kronen-Geldschein.

## Werke
- Norske Folkeeventyr (1841–1844)
- Norske Huldreeventyr og Folkesagn (1845–1848, dt. 1881)

## Märchen
| - Peer Gynt - Die Insel Udröst - Drei Zitronen (vgl. Die Liebe zu den drei Orangen und vgl. Zwerge aus Schneewittchen) - Der Kamerad (vgl. Der Reisekamerad von Hans Christian Andersen) - Die Trollhochzeit - Der reiche Peter Krämer (vgl. Der Teufel mit den drei goldenen Haaren) - Der Huldrehut - Marienkind (vgl. Mond, Sonne und Sterne aus Die sieben Raben) - Der Meisterdieb - Das ehrliche Vierschilling - Dem fehlt nicht, in den alle Frauen verliebt sind - Selbst getan (vgl. Polyphem) - Das Meistermädel (vgl. Kupfer-Silber-Goldkessel-Motiv und magische Flucht aus Der Liebste Roland) - Vom Riesen, der sein Herz nicht bei sich hatte auch Vom Riesen, der kein Herz im Leibe hatte - Die drei Prinzessinnen im Weißland aus Die drei Prinzessinnen aus Witenland (vgl. Der Furchtlose von Božena Němcová) - Kari Holzrock auch Kari Trästak (vgl. Aschenputtel) - Der weiße Bär König Valmon auch Eisbärkönig Valmon (vgl. Östlich von der Sonne und westlich vom Mond) - Die Katze, die so viel fressen konnte - Östlich von der Sonne und westlich vom Mond (vgl. Die Schöne und das Tier) - Zottelhaube - Die Waldfrau (vgl. Peer Gynt) - Vom goldnen Schloß, das in der Luft hing (vgl. Das Zauberbildnis – Märchenfilm) - Murmel Gänseei (vgl. Sternberg von Božena Němcová) | - Des Königs Hasen - Der große und der kleine Peter (vgl. Der große und der kleine Klaus) - Der Herr Peter (vgl. Der gestiefelte Kater) - Der Glücks-Anders - Das blaue Band - Der Bursche, der drei Jahre umsonst dienen sollte - Der Bursche, der um die Tochter der Mutter im Winkel freien wollte (vgl. Erlösungsmärchen) - Das Soria-Moria-Schloß auch Soria-Moria-Schloß - Von Aschenper, welcher die silbernen Enten, die Bettdecke und die goldene Harfe des Trollen stahl - Der Vogel Dam - Die wortschlaue Prinzessin - Der Sohn der Witwe - Die drei Muhmen (vgl. Die drei Spinnerinnen) - Die Tochter des Mannes und die Tochter der Frau (vgl. Frau Holle) - Lillekort - Die Puppe im Grase - Das Kätzchen auf Dovre - Aase, das kleine Gänsemädchen (vgl. Jungfrau Maleen) - Die sieben Füllen - Die zwölf wilden Enten - Die drei Schwestern im Berge - Grimschecke - Haakon Bokenbart (vgl. König Drosselbart) - Peter und Paul und Esben Aschenbrödel - Die Mühle, die auf dem Meeresgrunde mahlt - Die Prinzessin auf dem gläsernen Berg |

## Verfilmungen
- Der Eisbärkönig bzw. Kvitebjørn kong Valemon Norwegen/Schweden/Deutschland 1991 nach dem Märchen Eisbärkönig Valemon[4] aus der Sammlung von Peter Christen Asbjørnsen und dem Märchen Östlich von der Sonne und westlich vom Mond[5] von Peter Christen Asbjørnsen und Jørgen Engebretsen Moe. Der Film war unter der Regie von Ola Solum mit Maria Bonnevie als Prinzessin.

## Bilder
Wichtige Märchenbilder zu den norwegischen Sammlungen von Asbjørnsen beziehungsweise Asbjørnsen und Jørgen Engebretsen Moe schufen Kay Nielsen, Theodor Kittelsen und Gerhard Munthe.